# Maja Žumer
Maja Žumer (r. Marinček), slovenska strokovnjakinja za informatiko, * 8. maj 1953, Ljubljana.
Je hči gradbenega inženirja in zaslužnega profesorja Univerze v Ljubljani, Miloša Marinčka in igralke Ivanke Mežan. Poročena je s fizikom Slobodanom Žumrom.

## Življenje in delo
Leta 1975 je diplomirala na oddelku za matematiko Fakultete za naravoslovje in tehnologijo v Ljubljani in  1999 doktorirala na Filozofski fakulteti v Zagrebu iz informacijskih znanosti. Leta 1988 se je zaposlila na Računalniškem centru Univerze v Ljubljani, 1998 pa je v Narodni in univerzitetni knjižnici v Ljubljani postala vodja centra za raziskave in razvoj. Od 1996 predava na Oddelku za bibliotekarstvo Filozofske fakultete v Ljubljani.
V znanstvenorazskovalnem delu se je posvetila proučevanju uporabe računalnikov v knjižnicah, predvsem načrtovanju in vrednotenju uporabniških vmesnikov, dostopu do računalniških knjižnih katalogov in retrospektivni konverziji knjižnih katalogov . O tem je objavila več znanstvenih in strokovnih prispevkov.